# Gornje Lopiže
Gornje Lopiže (cyr. Горње Лопиже) – wieś w Serbii, w okręgu zlatiborskim, w gminie Sjenica. W 2011 roku liczyła 40 mieszkańców.